# Torsmyran
Torsmyran är ett naturreservat ungefär 6 kilometer norr om Nordmaling. Det består av ett stora delar orört myrområde. Större delen av området utgörs av aapamyrar. I södra delen av reservatet finns en högmosse, som är en av de nordligaste i Sverige.
Myren är känd för sitt rika fågelliv. Här häckar bland annat smålom, sångsvan, ljungpipare och slaguggla. Här finns också flera ovanliga arter av skalbagge och fjäril, till exempel dykarskalbaggen Laccophilus biguttatus.